# Бакуны (Лидский район)
Бакуны (бел. Бакуны́) — деревня в Лидском районе Гродненской области Беларуси. В составе Дубровенского сельсовета.

## География
Пролегает дорога Н-6854.
Ближайшие населённые пункты Белунди, Бердовка и др.

## История
С 1905 года в Докудовской волости Лидского уезда Виленской губернии.
До 17 марта 2023 года деревня входила в состав Бердовского сельсовета.

## Население

### Численность
- 2019 год — 5 жителей

### Динамика
- 1905 год — 147 жителей[2]
- 1999 год — 28 жителей (перепись населения)
- 2009 год — 11 жителей (перепись населения)[2]
- 2019 год — 5 жителей (перепись населения)